# Remo nos Jogos Paralímpicos de Verão de 2024
As competições de remo nos Jogos Paralímpicos de Verão de 2024 foram disputadas entre 30 de agosto e 1 de setembro de 2024 no Estádio Náutico de Vaires-sur-Marne, França.

## Eventos
- Skiff simples masculino
- Skiff simples feminino
- Skiff duplo misto (PR2Mix2x e PR3Mix2x)
- Quatro com timoneiro misto

## Medalhistas
| Evento                              | Ouro                                                                                          | Prata                                                                                                | Bronze                                                                                        |
| ----------------------------------- | --------------------------------------------------------------------------------------------- | --- | --------------------------------------------------------------------------------------------- |
| Skiff simples masculino detalhes    | Benjamin Pritchard GBR Grã-Bretanha                                                           | Roman Polianskyi UKR Ucrânia                                                                         | Erik Horrie AUS Austrália                                                                     |
| Skiff simples feminino detalhes     | Moran Samuel ISR Israel                                                                       | Birgit Skarstein NOR Noruega                                                                         | Nathalie Benoit FRA França                                                                    |
| Skiff duplo misto PR2Mix2x detalhes | Lauren Rowles Gregg Stevenson GBR Grã-Bretanha                                                | Liu Shuang Jiang Jijian CHN China                                                                    | Shahar Milfelder Saleh Shahin ISR Israel                                                      |
| Skiff duplo misto PR3Mix2x detalhes | Nikki Ayers Jed Altschwager AUS Austrália                                                     | Sam Murray Annie Caddick GBR Grã-Bretanha                                                            | Jan Helmich Hermine Krumbein GER Alemanha                                                     |
| Quatro com timoneiro misto detalhes | Francesca Allen Giedrė Rakauskaitė Josh O'Brien Ed Fuller Erin Kennedy (cox) GBR Grã-Bretanha | Skylar Dahl Gemma Wollenschlaeger Alex Flynn Ben Washburne Emelie Eldracher (cox) USA Estados Unidos | Candyce Chafa Rémy Taranto Grégoire Bireau Margot Boulet Émilie Acquistapace (cox) FRA França |

### Quadro de medalhas
País sede destacado
| Ordem | País               | Medalha de ouro | Medalha de prata | Medalha de bronze |    |
| ----- | ------------------ | --------------- | ---------------- | ----------------- | -- |
| 1     | GBR Grã-Bretanha   | 3               | 1                |                   | 4  |
| 2     | AUS Austrália      | 1               |                  | 1                 | 2  |
|       | ISR Israel         | 1               |                  | 1                 | 2  |
| 4     | CHN China          |                 | 1                |                   | 1  |
|       | USA Estados Unidos |                 | 1                |                   | 1  |
|       | NOR Noruega        |                 | 1                |                   | 1  |
|       | UKR Ucrânia        |                 | 1                |                   | 1  |
| 8     | FRA França         |                 |                  | 2                 | 2  |
| 9     | GER Alemanha       |                 |                  | 1                 | 1  |
| TOTAL | TOTAL              | 5               | 5                | 5                 | 15 |